# Yves Cordier
Pour les articles homonymes, voir Cordier (homonymie).
Yves Cordier né le 15 juillet 1964 à Paris est un triathlète professionnel français. Pionnier du triathlon en France. Quintuple vainqueur et codétenteur du record de victoire avec l'Espagnol Marcel Zamora Pérez du triathlon très longue distance (XXL) d'Embrun (Embrunman) jusqu'en 2017. Champion d'Europe de triathlon en 1989. Il est l'organisateur des événements sportifs de la marque Ironman en France. Il conserve des activités d'entraîneur de triathlètes.

## Biographie
Yves Cordier fait partie des précurseurs des triathlètes d'élites français dans les années 1980 et 1990. Champion de France de triathlon longue distance en 1988 et 1992 (catégorie C et MD), il remporte le championnat d'Europe en 1989. Il est cinq fois vainqueur de l'Embrunman, un triathlon XXL parmi les plus exigeant du monde. C'est sur le triathlon international de Nice qui se veut à cette époque le concurrent direct de l'Ironman d'Hawaï, qu'il fait ses débuts sur longue distance en 1984 à l'âge de 20 ans. Pendant plusieurs années, il affronte avec détermination la domination américaine et hollandaise, qui s'impose régulièrement sur la compétition .

### Reconversion
Yves Cordier met un terme à sa carrière professionnelle en 2002 et devient directeur de course, puis gérant de la société Ironman France qui organise les événements de la marque Ironman. Depuis 2005, il ne cesse de développer pour lui donner une visibilité et une dimension mondiale, l'Ironman France qui prend la suite du déjà célèbre : triathlon international de Nice. Épreuve longue distance sur laquelle il livra de nombreuses batailles avec les triathlètes américains comme Mark Allen ou Scott Molina. Il organise également en partenariat avec les institutions et les clubs locaux l'Ironman 70.3 Pays d'Aix depuis 2011 et de l'Ironman et l'Ironman 70.3 Vichy (France) depuis 2015.
Il est également entraîneur officiel de la section triathlon de l'Olympic Nice Natation il entraine de nombreux triathlètes de haut niveau, dont notamment Jeanne Collonge et Romain Guillaume.
À la suite de son implication dans la vie sportive de la ville de Nice, il reçoit le 5 mars 2025 la médaille de la jeunesse, des sports et de l'engagement associatif par le maire Christian Estrosi.

## Palmarès
Le tableau présente les résultats les plus significatifs (podium) obtenus sur le circuit national et international de triathlon longue distance depuis 1986.
| Année | Compétition                                      | Pays   | Position           | Temps            |
| ----- | ------------------------------------------------ | ------ | ------------------ | ---------------- |
| 2002  | Embrunman                                        | France | Médaille de bronze | 10 h 14 min 47 s |
| 2001  | Embrunman                                        | France | Médaille d'argent  | 10 h 0 min 40 s  |
| 2000  | Embrunman                                        | France | Médaille d'argent  | 10 h 7 min 38 s  |
| 1999  | Embrunman                                        | France | Médaille d'or      | 10 h 14 min 49 s |
| 1998  | Embrunman                                        | France | Médaille d'or      | 10 h 19 min 51 s |
| 1995  | Championnat du monde longue distance par Équipes | France | Médaille d'or      |                  |
| 1994  | Embrunman                                        | France | Médaille d'or      | 10 h 10 min 3 s  |
| 1994  | Triathlon international de Nice                  | France | Médaille de bronze | 6 h 1 min 9 s    |
| 1994  | Championnat du monde longue distance             | France | Médaille de bronze | Timing           |
| 1994  | Championnat du monde longue distance par équipes | France | Médaille de bronze |                  |
| 1993  | 4e Étapes de Coupe du monde à Embrun             | France | Médaille de bronze | 2 h 19 min 53 s  |
| 1992  | Triathlon international de Nice                  | France | Médaille d'argent  | 6 h 0 min 50 s   |
| 1991  | Triathlon international de Nice                  | France | Médaille de bronze | 6 h 8 min 45 s   |
| 1991  | Championnats de France                           | France | Médaille d'argent  | Timing           |
| 1989  | Championnats d'Europe                            | France | Médaille d'or      | 2 h 2 min 8 s    |
| 1988  | Embrunman                                        | France | Médaille d'or      | Timing           |
| 1988  | Championnats de France longue distance           | France | Médaille d'or      | Timing           |
| 1987  | Embrunman                                        | France | Médaille d'or      | Timing           |
| 1986  | Embrunman                                        | France | Médaille de bronze | Timing           |

## Distinctions
- Médaille de la jeunesse, des sports et de l'engagement associatif, or (2025)[5]